# Zonitis sayi
Zonitis sayi là một loài bọ cánh cứng trong họ Meloidae. Loài này được Wickham miêu tả khoa học năm 1905.